# Маріон Жоссеран
Маріон Жосран (фр. Marion Josserand, 6 жовтня 1986) — французька фристайлістка, що спеціалізується у скікросі, призер Олімпійських ігор. 
На етапах Кубка світу Маріон Жосран виступає з 2007 року. На її рахунку одна перемога, здобута в 2009. Найбільший успіх спортсменки - бронзова медаль Олімпіади у Ванкувері.